# Jlime
Jornada Linux Mobility Edition (skrót Jlime) – dystrybucja Linuksa przeznaczona do używania na urządzeniach HP Jornada. Została stworzona w roku 2003 przez Kristoffera Ericsona i Henka Brunstina. Jlime jest tworzone przy pomocy OpenEmbedded.

## Historia i nazwa
Prace nad Jlime rozpoczęły się w roku 2003, ponieważ brakowało dystrybucji Linuksa działającej na Jornadach serii 6xx firmy HP. Ideą JLime jest wykorzystanie potencjału drzemiącego w Jornadzie.
Jornada nie była obsługiwana w jądrze 2.6 i w pierwszym roku tworzenia dystrybucji głównym zajęciem programistów była obsługa jądra. 2.6.9 było pierwszym jądrem zdolnym do uruchomienia się na Jornadzie.

## Instalator JLime
Programiści Jlime "Chazco" i "B_Lizzard" stworzyli instalator oparty na initrd, dzięki któremu można zainstalować Jlime na Jornadzie nie używając żadnego innego Linuksa. Instalator otworzył drogę do Jlime użytkownikom Windows CE czekającym na łatwe rozszerzenie funkcjonalności Jornady.

## Menadżer pakietów
JLime używa minimalistycznej wersji APT zwanej ipkg do zarządzania pakietami - może instalować, usuwać i uaktualniać pakiety wymagając jedynie dostępu do internetu. Pakiety są ściągane z serwera i instalowane automatycznie.

## Wydania

### Shrek
Obsługiwane urządzenia HP Jornada 620/660/680/690
- Summer 2004 – Obsolete

### Donkey

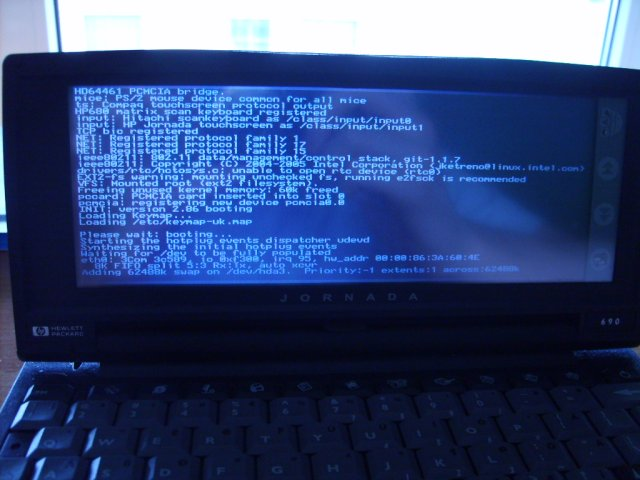
Donkey startuje na Jornadzie 690

Obsługiwane urządzenia HP Jornada 620/660/680/690
- 0.5.0, August 6, 2006
- 1.0.0, October 31, 2006 – Oficjalne wydanie
- 1.0.1, November 6, 2006 – Wydanie poprawione

### Vargtass
Obsługiwane urządzenia HP Jornada 620/660/680/690
- Vargtass 5.0 (pre1), May 14, 2008
- Vargtass 5.0 (pre2), June 6, 2008
- Vargtass 5.0 (pre3), May 14, 2008
- Vargtass 5.0 (pre4), November 1, 2008

### Mongo
Obsługiwane urządzenia HP Jornada 720/728